# 四葉麗
四葉麗（日语：四ツ葉うらら，1997年11月6日—），日本AV女優。所屬事務所是アローズ。

## 個人簡歷
2017年4月以kawaii*的專屬女優身分出道，扮演蘿莉系AV女優。
初體驗是15歲。
看到AV女優雪白柑菜的表現，讓喜歡參加活動的她對AV女優也感到興趣。
興趣是看偶像、動畫和玩遊戲。

## 雜誌
- 月刊DMM 2017年5月號（ジーオーティー） - 採訪

## 外部連結
- 🍀四ツ葉うらら🍀的X（前Twitter）（2016年12月27日 - ）